# Action Christian National
Die Action Christian National (ACN; afrikaans Aksie Christelike Nasionaal) war eine weiße nationalistische politische Partei in Südwestafrika bzw. Namibia. Sie wurde 1989, kurz vor der namibischen Unabhängigkeit, in Windhoek gegründet. Sie diente dem Zweck den Weißen eine Beteiligung an den ersten freien Wahlen 1989 zu ermöglichen.
Sie hatte politisch eine ähnliche Ausrichtung wie die National Party in Südafrika. Vorsitzender war Jan de Wet. Sie stellte drei Mitglieder der Verfassunggebenden Versammlung Namibias und hatte später drei Sitze in der Nationalversammlung. Die ACN ging 1991 zu Teilen in der Monitor Action Group auf, die sich vor allem unter Kosie Pretorius aber aus der National Party of South West Africa entwickelte.

## Wahlergebnisse
| Parlamentswahl | Stimmen | Stimmenanteile | Sitze |
| -------------- | ------- | -------------- | ----- |
| 1989           | 23.728  | 3,53 %         | 3/72  |